# Krzysztof Warzycha
Krzysztof Ireneusz Warzycha (nacido el 17 de noviembre de 1964 en Katowice) es un exfutbolista y entrenador polaco que jugó como delantero y es el máximo goleador de la Superliga de Grecia en su historia.

## Trayectoria
Empezó su carrera en 1974 en el Ruch Chorzów, donde jugó su primer partido en la primera liga el 23 de abril de 1983. Permaneció allí hasta 1989. En total marcó 66 goles en 174 partidos de la Ekstraklasa. En 1989 ganó el campeonato de Polonia y con 24 goles fue el máximo goleador de la liga. 
En medio de la temporada 1989-1990 fichó para el Panathinaikos, donde jugó hasta el fin de su carrera. Con el PAO ganó cinco campeonatos de Grecia, cuatro Copas, y fue el máximo goleador de la liga tres veces.
En total marcó 244 goles en la liga y es el mejor goleador del Panathinaikos y el segundo mejor de toda la liga, siendo superado por Thomas Mavros.

## Selección nacional
Jugó su primer partido en la selección de Polonia el 27 de marzo de 1984 ante Suiza. Su último partido fue ante Italia, el 30 de abril de 1997, en la clasificación de la Copa del Mundo del 1998.

## Clubes

### Como jugador
| Club             | País    | Año       |
| ---------------- | ------- | --------- |
| Ruch Chorzów     | Polonia | 1983-1989 |
| Panathinaikos FC | Grecia  | 1989-2004 |

### Como entrenador
| Club                             | País    | Año       |
| -------------------------------- | ------- | --------- |
| Panathinaikos FC (2º entrenador) | Grecia  | 2009-2010 |
| Egaleo FC                        | Grecia  | 2012      |
| Fokikos FC                       | Grecia  | 2012      |
| Kallithea FC                     | Grecia  | 2013-2014 |
| Fostiras FC                      | Grecia  | 2014-2015 |
| AC Omonia (2º entrenador)        | Chipre  | 2015-2016 |
| Ruch Chorzów                     | Polonia | 2017      |
| Sparti FC                        | Grecia  | 2018      |
| Asprópyrgos FC                   | Grecia  | 2020      |